# الصور (مكة)

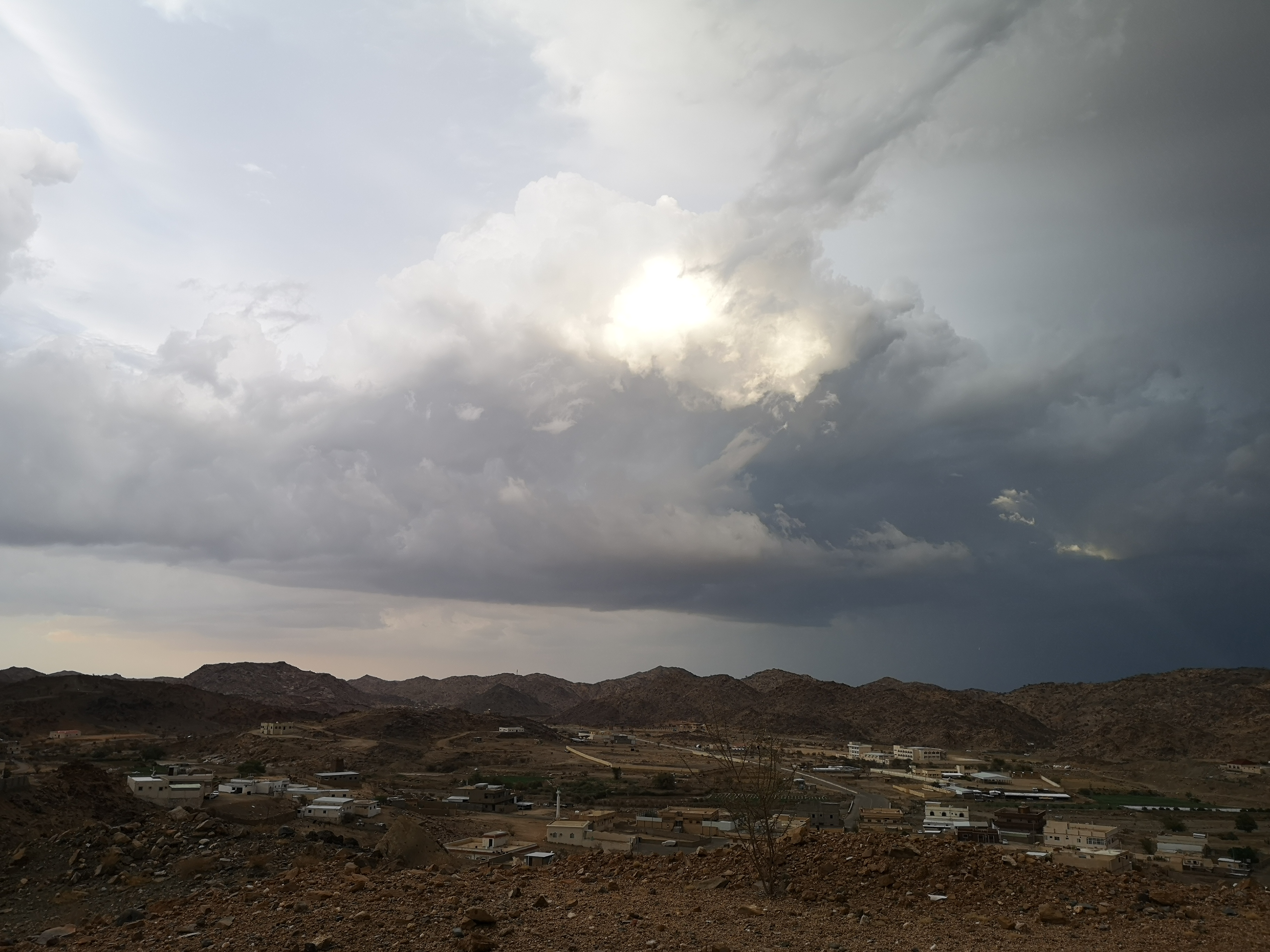
الصور

{{صندوق معلومات تجمع سكاني
| اسم             = الصور
| كثافة_سكانية_كم2=
| عنوان التأسيس   =
| تاريخ التأسيس   =
| اجمالي_المساحة_كم2=
| تاريخ السكان    =
| حواشي السكان    =
| اجمالي عدد السكان=
| المنطقة_الزمنية = ت ش إ
| عنوان_زعيم      =
| utc_offset      = +3
| المنطقة_الزمنية_توقيت_صيفي= ت ش إ
| utc_offset_DST  = +3
| احداثيات        = الصور هي قرية في منطقة مكة المكرمة، في غرب المملكة العربية السعودية .